# Sŏsŏng-guyŏk

Guyŏk of Pyongyang

Sŏsŏng-guyŏk é uma das 19 regiões administrativas de Pyongyang, capital da Coreia do Norte.

## Administrative divisions
Sŏsŏng-guyŏk está dividido em treze distritos administrativos conhecidos por dong. Dois bairros (Changgyong e Sosan) estão divididos em duas partes para fins administrativos.
|                 | Chosŏn'gŭl | Hancha |
| --------------- | ---------- | ------ |
| Changsan-dong   | 장산동     | 長山洞 |
| Changgyŏng-dong | 장경동     | 長慶洞 |
| Chungsin-dong   | 중신동     | 中新洞 |
| Hasin-dong      | 하신동     | 下新洞 |
| Kinjae-dong     | 긴재동     | 긴재洞 |
| Namgyo-dong     | 남교동     | 南橋洞 |
| Ryŏnmot-tong    | 련못동     | 蓮못洞 |
| Sanghŭng-dong   | 상흥동     | 上興洞 |
| Sangsin-dong    | 상신동     | 上新洞 |
| Sŏch'ŏn-dong    | 서천동     | 西川洞 |
| Sŏsan-dong      | 서산동     | 西山洞 |
| Sŏkpong-dong    | 석봉동     | 石峰洞 |
| Wasan-dong      | 와산동     | 臥山洞 |